# Igor Kuzmin
Igor Kuzmin est un rameur estonien né le 23 novembre 1982 à Narva (RSS d'Estonie).

## Palmarès

### Championnats du monde d'aviron
- Championnats du monde d'aviron 2006 à Eton,  Royaume-Uni
  -  Médaille de bronze en quatre de couple